# Ruby Dee
Ruby Dee (született Ruby Ann Wallace) (Cleveland, Ohio, 1922. október 27. – New Rochelle, New York, 2014. június 11.) Primetime Emmy- és Screen Actors Guild-díjas amerikai színésznő, költő, drámaíró, forgatókönyvíró, újságíró és polgárjogi aktivista.

## Pályafutása
Az 1960-as évek folyamán politikai töltetű filmekben játszott. 1961-ben szerepelt A napfény nem eladó című filmdrámában Sidney Poitier mellett.
Nyolcszor jelölték Primetime Emmy-díjra: Egyszer nyerte el minisorozat vagy tévéfilm kategóriában a legjobb női mellékszereplőnek járó díjat, A kitüntetés napja (1990) című filmben nyújtott alakításáért. 1990-ben játszott Az élvhajhász című bűnügyi filmben Elizabeth Perkins és Tom Berenger oldalán.
2007-ben a 80. Oscar-gálán jelölték az Amerikai gengszter női mellékszereplőjeként. Nyolcvanhárom évesen a második legidősebb legjobb női mellékszereplőnek jelölt színésznő az Oscar történetében (a legidősebb jelölt Gloria Stuart, aki 87 éves volt, mikor az Akadémia jelölte a Titanic című filmért). Ez volt Ruby Dee első Oscar-jelölése. Azért is jelentős, mert a legrövidebb jelenete volt (hozzávetőleg öt perc) a valaha jelölt mellékszereplők között.
Ezenkívül ebben az évben Screen Actors Guild-díjat nyert ugyanazért a filmért. 2010-ben újabb SAG-jelölést kapott az America című tévéfilmért.

## Magánélete
Az 1940-es években férjhez ment Frankie Dee Brown énekeshez, majd később elvált tőle, és hozzáment Ossie Davishez. Három gyermekük született: két lány és egy fiú.
Férjével együtt írtak egy könyvet a polgári jogokról, így lett Dee-ből aktivista. Egyebek között tagja volt a Congress of Racial Equality (CORE) polgárjogi mozgalomnak. Felgyógyult a mellrákból.